# Epacris pauciflora
Epacris pauciflora är en ljungväxtart som beskrevs av Achille Richard. Epacris pauciflora ingår i släktet Epacris och familjen ljungväxter. Utöver nominatformen finns också underarten E. p. sinclairii.